# Israele ai Giochi della XXXI Olimpiade
Israele ha partecipato ai Giochi della XXXI Olimpiade, che si sono svolti a Rio de Janeiro, Brasile, dal 5 al 21 agosto 2016.

## Medaglie

### Medagliere per disciplina
| Sport  | Oro | Argento | Bronzo | Totale |
| ------ | --- | ------- | ------ | ------ |
| Judo   | 0   | 0       | 2      | 2      |
| Totale | 0   | 0       | 2      | 2      |

### Medaglie di bronzo
| Medaglia | Nome         | Sport | Evento           |
| -------- | ------------ | ----- | ---------------- |
| Bronzo   | Yarden Gerbi | Judo  | 63 kg femminile  |
| Bronzo   | Or Sasson    | Judo  | +100 kg maschile |

## Nuoto
| Atleta                                             | Evento         | Batterie | Batterie   | Semifinali      | Semifinali      | Finale          | Finale          |
| Atleta                                             | Evento         | Tempo    | Classifica | Tempo           | Classifica      | Tempo           | Classifica      |
| -------------------------------------------------- | -------------- | -------- | ---------- | --------------- | --------------- | --------------- | --------------- |
| Amit Ivry                                          | 100 m farfalla | 59"42    | 26ª        | non qualificata | non qualificata | non qualificata | non qualificata |
| Keren Siebner Zohar Shikler Amit Ivry Andrea Murez | 4×100 m libero | 3:41"97  | 16ª        | N.D.            | N.D.            | non qualificata | non qualificata |

| Atleta   | Evento      | Batterie | Batterie   | Semifinali | Semifinali | Finale          | Finale          |
| Atleta   | Evento      | Tempo    | Classifica | Tempo      | Classifica | Tempo           | Classifica      |
| -------- | ----------- | -------- | ---------- | ---------- | ---------- | --------------- | --------------- |
| Gal Nevo | 400 m misti | 4:18"29  | 19ª        | N.D.       | N.D.       | non qualificato | non qualificato |